# Alyssum odoratum
Alyssum odoratum är en korsblommig växtart som beskrevs av Luigi Aloysius Colla. Alyssum odoratum ingår i släktet stenörter, och familjen korsblommiga växter. Inga underarter finns listade i Catalogue of Life.